# Язловецьке лісництво
Язловецьке лісництво» — територіально-виробнича одиниця ДП «Бучацьке лісове господарство» Тернопільського обласного управління лісового та мисливського господарства, підприємство з вирощування лісу, декоративного садивного матеріалу.

## Відомості
Площа лісових насаджень — 3864,0 га, всі розташовані в Бучацькому районі.

## Об'єкти природно-заповідного фонду
На території лісництва знаходиться ? об'єктів природно-заповідного фонду:
- Національний природний парк «Дністровський каньйон» — квартали 33, 50-52, 54-66, 69-80
- пам'ятки природи
  - Печера «Жолоби»
  - Скелі семи джерел
  - Рівна скеля
  - Монастирська скеля
  - Каскад русилівських водоспадів
  - Сокілецькі водоспади
  - Язловецька діброва № 1
  - Язловецька діброва № 2
  - Дуб Берем'янський
  - Сокілецька колонія чапель